# Basilika Unserer Lieben Frau von Lourdes (Bogotá)

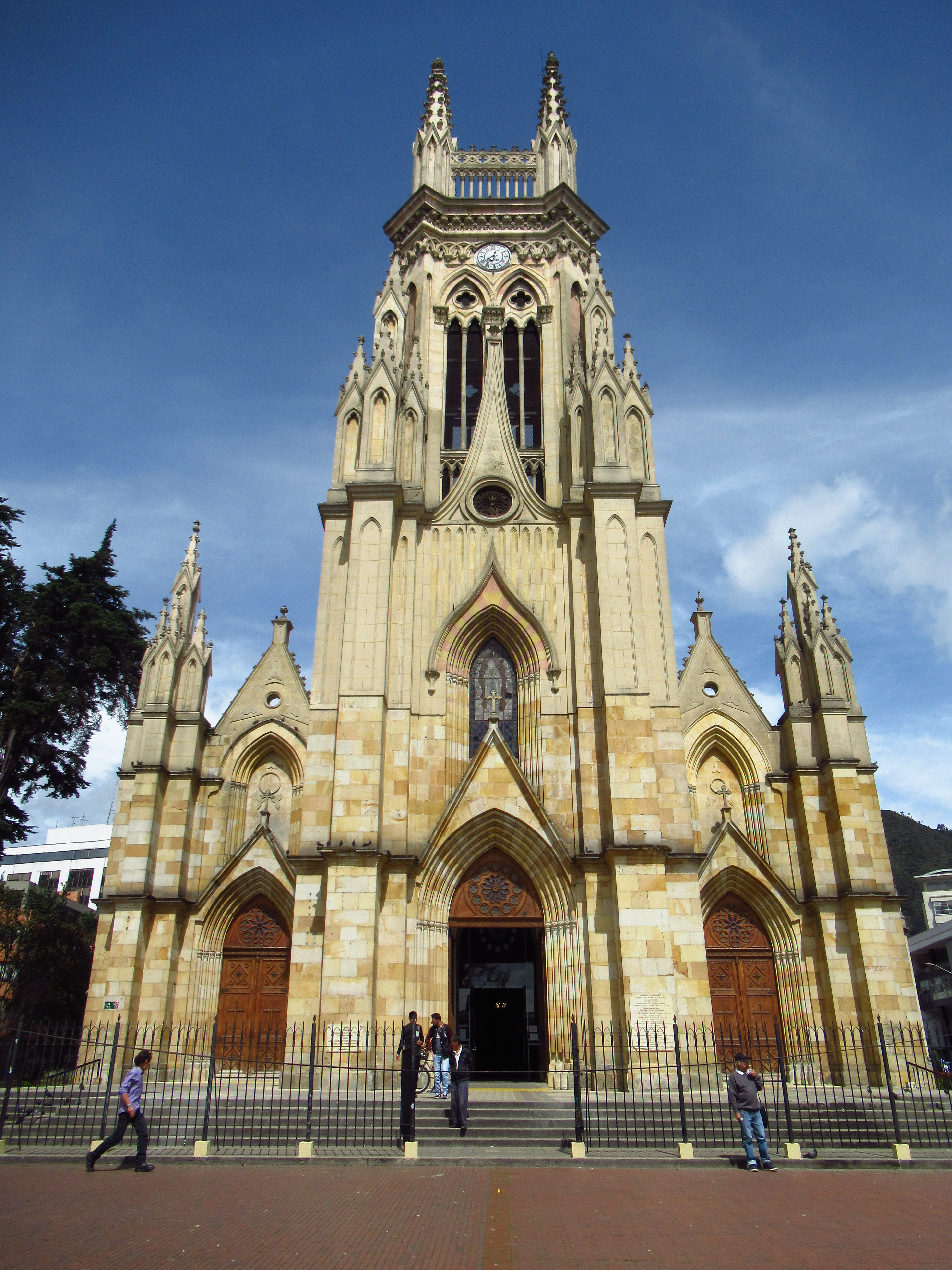
Basilika Unserer Lieben Frau von Lourdes

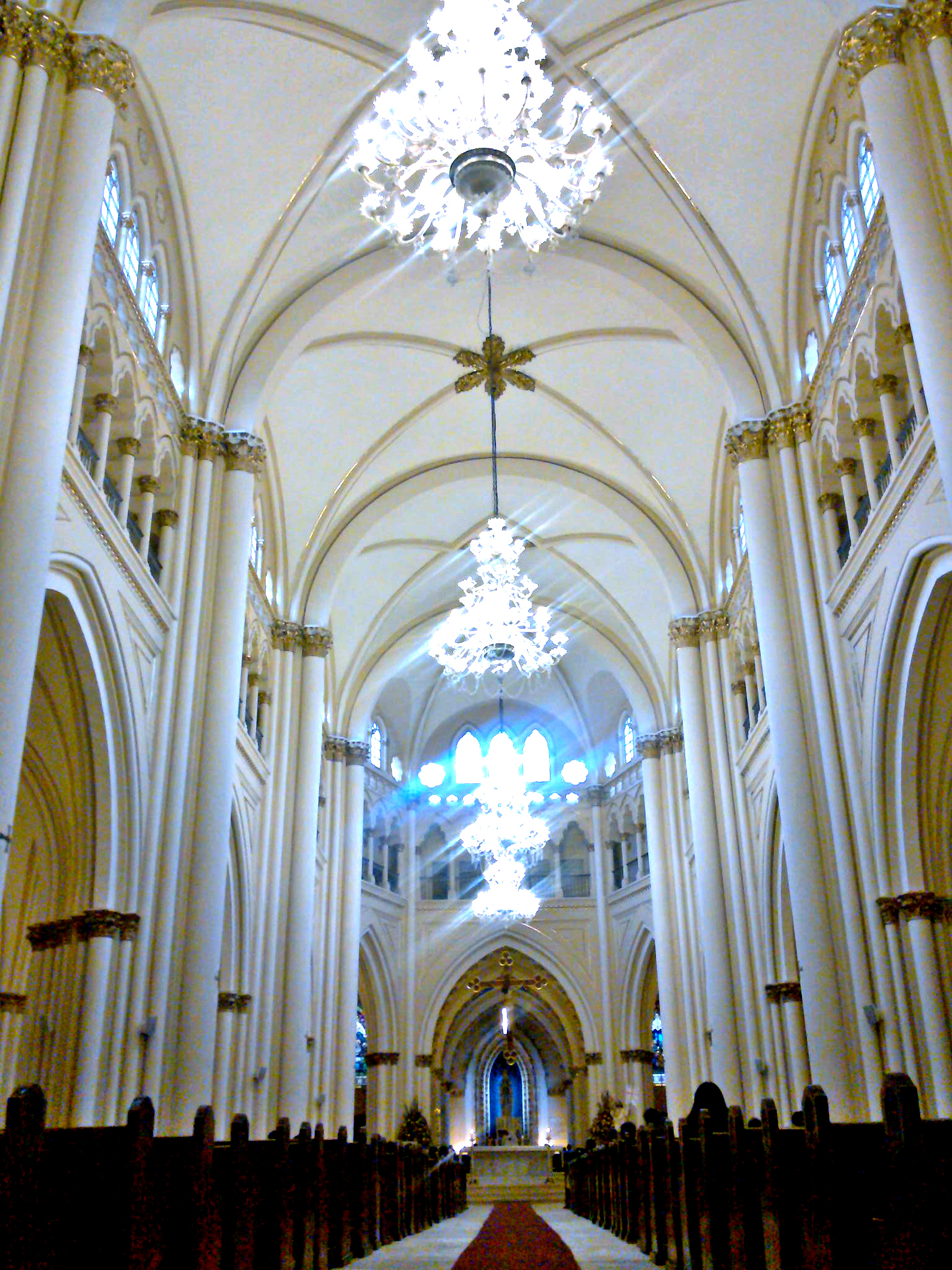
Innenraum

Die Basilika Unserer Lieben Frau von Lourdes ist eine Pfarrkirche im nördlichen Stadtviertel Chapinero von Bogotá, der Hauptstadt von Kolumbien. Die Liebfrauenkirche des Erzbistums Bogota ist Unserer Lieben Frau von Lourdes gewidmet und hat den Rang einer Basilica minor. Die zweitgrößte Kirche der Stadt nach der Kathedrale von Bogotá wurde im 19. und 20. Jahrhundert als erste Kirche in Kolumbien im neugotischen Stil errichtet.

## Geschichte
Auf Veranlassung von Erzbischof Vicente Arbelaez begann der Architekt Julian Lombana aus Bogota 1875 mit dem Bau der Kirche im neugotisch-maurischen Stil. Die Kirche sollte den Kern der Urbanisierung des damaligen Villenvorortes Chapinero bilden. 1903 wurde die Pfarrei gegründet, 1917 wurden die ehrgeizigen ursprünglichen Proportionen der Kirche geändert. Die Orgel wurde 1950 aus Deutschland importiert. Das Bild Unserer Lieben Frau von Lourdes wurde 1988 von Kardinal Mario Revollo Bravo gekrönt. Ab 2012 erfolgten Restaurierungsarbeiten. 2015 wurde die Kirche durch Papst Benedikt XVI. zur Basilica minor erhoben, dies wurde am Festtag Unserer Lieben Frau von Lourdes am 11. Februar 2016 vom Erzbischof von Bogotá, Kardinal Rubén Salazar Gómez, feierlich verkündet.

## Bauwerk
Die niedrigen Seitenschiffe der dreischiffigen Basilika setzen sich in einem dreiseitigen Chorumgang fort. Das Mittelschiff besitzt über der Höhe der Seitenschiffe ein Triforium und unterhalb der Gewölbe Reihen von Obergadenfenstern. Die Kreuzgewölbe sind abweichend zur Gotik rund gestaltet. In der ansonsten weiß und goldfarben gestalteten Kirche ist der Bereich um den Lourdesaltar in Marienblau mit goldenen Sternen gehalten. Die polychromen Glasfenster fertigte der in Deutschland geborene Künstler Walter Wolf Wasserhouen (1906–1980) in seinem Atelier in Bogotá.
Der im Verlauf des 20. Jahrhunderts fertiggestellte 60 Meter hohe quadratische Turm schließt die Fassade ab.